# روح‌هراسی
روح هراسی یا ترس از ارواح در بسیاری از فرهنگهای بشری مبتنی بر این باور است که برخی از ارواح ممکن است نسبت به مردم بدخواه بوده و برای آن‌ها خطرناک باشند. (گستره‌ای از انواع نگرش‌ها ممکن است نسبت به این موضوع وجود داشته باشد، از جمله نگرش شیطنت‌آمیز، نگرش مهربانانه، نگرش بی‌تفاوت، و غیره).
ترس از ارواح که گاهی با عنوان فاسموفوبیا phasmophobia به آن اشاره می‌شود، به غلط با عنوان اسپکتروفوبیا spectrophobia یا آئینه هراسی نیز خوانده شده‌است، در حالیکه کلمه اخیر یک لغت تثبیت و تعیین شده (پذیرفته شده) برای ترس از آینه‌ها یا ترس از بازتاب تصویر فرد می‌باشد.

## ویژگی‌های معمول ارواح
اعتقاد راسخ به وجود ارواح توسط بسیاری از مذاهب و ادیان غربی به عنوان یک خرافه در نظر گرفته می‌شود. به عنوان مثال، در آئین مسیحیت، مرده‌ها تا روز قیامت در بهشت یا جهنم به سر می‌برند. همچنین از دیدگاه عقل‌گرایی فلسفی نیز به‌طور کلی اعتقاد عمومی به ارواح، خرافات محسوب می‌شود. با این حال هنوز هم، ترس از ارواح یا همان روح هراسی، حتی در جوامع پسا صنعتی پدیده گسترده‌ای می‌باشد. فیلسوفی به نام «توماس . و . موریس» در این ارتباط نوشته‌است:
«... من کاملاً آگاه هستم که ترس از ارواح در تضاد با علم، عقل و دین می‌باشد. اما با این وجود اگر من یک شب به تنهایی در یک گورستان ماندن محکوم شده باشم، <...> و من از قبل بدانم که شاخه‌های درختان با سر و صدا شکسته خواهند شد و باد زوزه خواهد کشید و زاری خواهد کرد و حرکات و جنبش‌های نصفه و نیمه‌ای در تاریکی آنجا دیده خواهد شد، با این وجود، پس از اینکه من، قورباغه وار، به سمت قبرستان راهپیمایی کردم، ترس و وحشت را هر بار که یکی از این چیزها اتفاق بیافتد، احساس خواهم نمود…»
در بسیاری از محاسبات سنتی، اغلب تصور می‌شود که ارواح همان افراد فوت شده‌ای هستند که به دنبال انتقام گرفتن هستند یا به خاطر کارهای بدی که در طول زندگی انجام داده‌اند، بر روی زمین زندانی شده‌اند. ظهور ارواح اغلب به عنوان فال یا نشانه‌ای از مرگ محسوب می‌شود. اینکه فردی دوگانه‌ای شبح وار از خودش را ببیند، یک فال وابسته به مرگ به‌شمار می‌رود.
برخی از دانشمندان گفته‌اند که اعتقاد داشتن به ارواح و ترس از آن‌ها و دیگر موجودات مافوق طبیعی، همچون اشباح و اجنه و خدایان، یک نوع مکانیزم کنترل اجتماعی است.
یافته‌های انسان‌شناسی به نام «جان وایتینگ» که بر روی فرهنگ‌های مختلف مطالعاتی دارد، نشان می‌دهد که میان ترس از ارواح و کمبود میزان آزاد گذاشتن (کمبود مساهله و اغماض) در دوران طفولیت و همین‌طور شدت مجازات کودکان برای پرخاشگری رابطه‌ای وجود دارد. مشاهدات انجام شده در این فرهنگ‌ها، به این فرضیه منجر شده‌است که آداب و رسوم عزاداری در این فرهنگها برای محافظت زنده‌ها از ارواح اجدادی طراحی شده‌اند.

## روح‌هراسی در میان فرهنگ‌های مختلف
- قبیلهٔ واری

اعضای قبیله واری Wari، که در میان جنگل‌های انبوه آمازون (جنگل) زندگی می‌کنند، معتقدند که روح افراد مرده ممکن است به صورت یک شبح وحشتناک که «جیما jima نامیده می‌شود، ظاهر شود. گفته می‌شود که» جیما با دستهای بسیار قوی، سرد و مسموم‌کنندهٔ خود افراد را می‌گیرد و سعی می‌کند که روح آن‌ها را از بدنشان بیرون بکشد.
- پاپوان‌ها

در قرن نوزدهم یک مبلغ مذهبی مسیحی ترس از ارواح یا همان روح هراسیدر میان پاپوان‌ها Papuans را به شرح ذیل توصیف می‌کند:
«ترس بسیار شدید از غلبهٔ ارواح در میان پاپوان‌ها قابل فهم است. حتی در طی روز آن‌ها برای عبور از یک قبرستان اکراه دارند و بی میل هستند، اما در طی شب هیچ چیزی وجود ندارد که آن‌ها را برای انجام چنین کاری (عبور از گورستان) تحریک نماید. در ارتباط با مرگ یا پس از مردن کسی، آن‌ها گردش خودشان را برای جستجو کردن نوعی درخت (درخت کاد اصفر؟) و تنباکو آغاز می‌کنند و آن‌ها ممکن است همچنین این گردش را از طریق طی کردن دریا بوسیله یک قایق پارویی و بدون بادبان انجام بدهند. بالاتر از همه، بعضی از ترک کنندگان دنیا، که به اصطلاح قهرمانان یا بزرگان آن‌ها هستند، برای آن‌ها الهام بخش نوعی ترس خاص می‌باشند. در چنین مواردی پس از دفن آن فرد، شما ممکن است تا چند روز متوالی در حوالی غروب صدای بلند هم‌زمان و وحشتناکی در تمام خانه‌های همهٔ روستا بشنوید، صدای بلند فریاد، جیغ، ضرب و شتم و پرتاب کردن چوب؛ خوشبختانه غوغا و جنجال یا داد و بیداد در آخرین مرتبه بلند نیست: مقصود از آن، این است که شبح را مجبور سازند که خود را خاموش نماید: آن‌ها به آن روح تمام چیزهایی که در خور او و مناسب شأنش می‌باشد را هدیه کرده‌اند، یعنی، یک قبر، یک مهمانی و مراسم تشییع جنازه، یک مراسم بزرگداشت و همین‌طور زیور آلات و اشیاء تزئینی اما اکنون آن‌ها به او التماس می‌کنند که به خودش در مشاهداتش بیشتر از این اطمینان نکند (مطالبهٔ بیشتری ننماید)، به انفاس خویش، بیماری را بر بازماندگان فرونفرستد، آن‌ها را نمی‌راند و روحشان را از بدنشان» واکشی" نکند (روحشان را بیرون نکشد). پاپوان‌ها بدینسان عمل می‌کنند.»
- ژاپنی‌ها

اونیرو (Onryō (怨 霊 یک روح ژاپنی یا یورئی yurei است که توانائی بازگشت به جهان فیزیکی به منظور دنبال کردن اهداف انتقامجویانه را دارد. در حالیکه اونیروی نر (مرد) را اغلب می‌توان در تئاتر کابوکی یافت، اکثریت این ارواح را زنان تشکیل می‌دهند. این ارواح زن، بدون داشتن قدرت در دنیای فیزیکی از هوس‌ها و هوس بازی‌های دوستداران مرد خود رنج می‌برند. در هنگام مرگ آن‌ها قوی و نیرومند خواهند شد. «گوریو» ها ارواح انتقامجویی هستند که از طبقهٔ اشراف (آریستوکرات‌ها) (آریستوکراسی)انتقام می‌گیرند. به خصوص ارواح افرادی که به شهادت رسیده‌اند.

## ادبیات و هنر
ترس از ارواح و وحشت از انتقام و شرارت و آزار آنها، یک پایه و مبنای مشترک برای طرح داستان‌های ارواح و اشباح در ژانر ادبی و نیز در فیلم‌هایی با مضمون روح و شبح می‌باشد.